# Lyudmila (inslagkrater)
Lyudmila is een inslagkrater op de planeet Venus. Lyudmila werd in 1985 genoemd naar Lyudmila, een Russische meisjesnaam.
De krater heeft een diameter van 14,1 kilometer en bevindt zich op Lakshmi Planum in de regio Ishtar Terra, in het quadrangle Lakshmi Planum (V-7).